# كلاي براون (لاعب كرة قدم أمريكية)
كلاي براون (بالإنجليزية: Clay Brown)‏ هو لاعب كرة قدم أمريكية أمريكي، ولد في 20 سبتمبر 1958 في لوس أنجلوس في الولايات المتحدة.

## وصلات خارجية
- كلاي براون على موقع مرجع كرة القدم المحترفة.كوم (الإنجليزية)